# Taracus packardi
Taracus packardi is een hooiwagen uit de familie Sabaconidae.